# Кандрикуль
Кандрику́ль (рос. Кандрыкуль, башк. Ҡандракүл) — село у складі Туймазинського району Башкортостану, Росія. Входить до складу Ніколаєвської сільської ради.
Населення — 547 осіб (2010; 488 у 2002).
Національний склад:
- башкири — 89 %